# Cirilo Vila Castro
Cirilo Vila Castro (* 1937 in Santiago de Chile; † 23. Juli 2015 ebenda) war ein chilenischer Dirigent, Komponist und Pianist.

## Leben
Vila Castro studierte von 1954 bis 1961 Klavier und Komposition bei Alfonso Letelier und Gustavo Becerra-Schmidt an der Universidad de Chile. Danach studierte er Dirigieren bei Franco Ferrara am Conservatorio di Santa Cecilia in Rom und bei Pierre Dervaux an der École Normale de Musique de Paris. Von 1964 bis 1969 nahm er privaten Unterricht bei Max English. Zuletzt war er Professor in Chile; er bildete Generationen von chilenischen Komponisten aus.